# Tinantia parviflora
Tinantia parviflora là một loài thực vật có hoa trong họ Commelinaceae. Loài này được Rohweder miêu tả khoa học đầu tiên năm 1953.